# Казали, Шарль
Ша́рль Каза́ли (фр. Charles Casali; 27 апреля 1923[…], Берн — 8 января 2014, Берн) — швейцарский футболист, играл на позиции полузащитника; участник чемпионата мира 1954 года.

## Биография

### Клубная карьера
Казали начал карьеру в клубе «Санкт-Галлен», в котором играл два сезона. В 1950 году перешёл в «Янг Бойз», в котором отыграл пять сезонов, став частью команды, в составе которой выиграл Кубок Швейцарии 1953 года.
В последующие годы Казали играл за «Серветт» и «Берн», в котором завершил игровую карьеру.

### Карьера в сборной
В составе сборной Швейцарии принимал участие на чемпионате мира 1954 года, где стал основным игроком и сыграл в трёх матчах на турнире. Всего за сборную Швейцарии сыграл 19 матчей, в которых забил один гол.

### Смерть
Скончался 8 января 2014 года в Берне в возрасте 90 лет.

## Достижения
«Янг Бойз»
- Обладатель Кубка Швейцарии (1): 1952/53